# 黄溪镇
黄溪镇，是中华人民共和国重庆市黔江区下辖的一个乡镇级行政单位。

## 行政区划
黄溪镇下辖以下地区：
黄桥社区、塘河村、三羊村、茶山村、新民村、兴阳村和共林村。